# Дискография Тома Уэйтса
Дискография Тома Уэйтса (англ. Tom Waits), музыканта, играющего в жанрах блюза, джаза и экспериментального рока, включает в себя 16 студийных альбомов, 3 концертных альбома, 7 сборников, 24 сингла, 12 видеоклипов и 2 саундтрека.
Первые семь альбомов (6 студийных, 1 условно концертный) были изданы лейблом Asylum Records и выполнены в жанрах джаза и блюза с небольшим вкраплением фолка. Преобладают такие инструменты, как фортепиано, саксофон и акустическая гитара. Тексты песен в основном написаны от первого лица, во многих имеются ссылки на места, в которых жил и работал Уэйтс.
Далее следует музыкальная трилогия в жанре экспериментального рока, изданная лейблом Island Records. Подбор инструментов включает в себя аккордеон, контрабас, тромбон, банджо, волынку, орган, маримбу, скрипку Штроха и другие. На Island Records также вышел студийный альбом Bone Machine, на котором доминируют ударные и электрогитара, второй концертный альбом Big Time и The Black Rider, состоящий из песен к пьесе.
Последние альбомы, среди которых 6 студийных и 1 концертный, изданы лейблом ANTI- Records. Два альбома: Blood Money и Alice — содержат песни из театральных пьес. Orphans: Brawlers, Bawlers & Bastards состоит из трёх дисков, включающих редкий и новый материал. Жанры варьируются.
Три альбома Уэйтса: The Heart of Saturday Night, Rain Dogs и Mule Variations — попали в список «500 величайших альбомов всех времён по версии журнала Rolling Stone», заняв 339, 399 и 416 место соответственно. Два альбома: Bone Machine и Mule Variations — получили премию «Грэмми».
Среди сборников Тома отдельного внимания заслуживает The Early Years, состоящий из двух частей и включающий ранние версии песен с первых двух студийных альбомов. Уэйтсу также посвящено более 20 трибьют-альбомов, среди них наиболее известны Step Right Up: The Songs of Tom Waits 1995 года, New Coat of Paint: Songs of Tom Waits 2000 года и Grapefruit Moon: The Songs of Tom Waits 2008 года.

## Студийные альбомы
| 1973                                                                       | Closing Time - Дата выхода: март 1973 года - Лейбл: Asylum Records - Форматы: LP, CD                                      | —  | —  | — | —  | —  | — | —  | 29 | —  | —  | —  | —  | —  | —   | —  | —  | —  | —  | 123 | GB: Золотой                |
| 1974                                                                       | The Heart of Saturday Night - Дата выхода: октябрь 1974 года - Лейбл: Asylum Records - Форматы: LP, CD                    | —  | —  | — | —  | —  | — | —  | —  | —  | —  | —  | —  | —  | —   | —  | —  | —  | —  | 141 | GB: Золотой                |
| 1976                                                                       | Small Change - Дата выхода: сентябрь 1976 года - Лейбл: Asylum Records - Форматы: LP, CD                                  | —  | —  | — | —  | —  | — | —  | —  | —  | —  | —  | —  | —  | 89  | —  | —  | —  | —  | 133 | AU: Золотой GB: Серебряный |
| 1977                                                                       | Foreign Affairs - Дата выхода: сентябрь 1977 года - Лейбл: Asylum Records - Форматы: LP, CD, CS                           | —  | —  | — | —  | —  | — | —  | —  | —  | —  | —  | —  | —  | 113 | —  | —  | —  | —  | 210 |                            |
| 1978                                                                       | Blue Valentine - Дата выхода: сентябрь 1978 года - Лейбл: Asylum Records - Форматы: LP, CD, CS                            | —  | —  | — | —  | —  | — | —  | —  | —  | —  | —  | —  | —  | 181 | —  | —  | —  | —  | 222 | GB: Золотой                |
| 1980                                                                       | Heartattack and Vine - Дата выхода: сентябрь 1980 года - Лейбл: Asylum Records - Форматы: LP, CD, CS                      | —  | —  | — | —  | —  | — | —  | 81 | —  | —  | —  | —  | —  | 96  | —  | —  | —  | —  | 227 |                            |
| 1983                                                                       | Swordfishtrombones - Дата выхода: сентябрь 1983 года - Лейбл: Island Records - Форматы: LP, CD, CS                        | —  | —  | — | 62 | —  | — | —  | —  | —  | 48 | 45 | 18 | —  | 167 | —  | —  | —  | —  | —   |                            |
| 1985                                                                       | Rain Dogs - Дата выхода: 30 сентября 1985 года - Лейбл: Island Records - Форматы: LP, CD, CS                              | —  | 26 | — | 29 | —  | — | —  | —  | 90 | 23 | 17 | 12 | —  | 181 | —  | —  | —  | 5  | —   | CA: Золотой                |
| 1987                                                                       | Franks Wild Years - Дата выхода: 17 августа 1987 года - Лейбл: Island Records - Форматы: LP, CD, CS                       | —  | 24 | — | 20 | 49 | — | —  | —  | 35 | 21 | 42 | 13 | —  | 115 | —  | —  | 14 | 17 | —   | CA: Золотой                |
| 1992                                                                       | Bone Machine - Дата выхода: 8 сентября 1992 года - Лейбл: Island Records - Форматы: LP, CD, CS                            | 41 | 22 | — | —  | 42 | — | —  | —  | 48 | 31 | 36 | 15 | —  | 176 | —  | —  | 21 | 38 | 92  |                            |
| 1993                                                                       | The Black Rider - Дата выхода: 2 ноября 1993 года - Лейбл: Island Records - Форматы: LP, CD                               | —  | —  | — | 47 | —  | — | —  | —  | 60 | 68 | —  | —  | —  | 130 | —  | —  | —  | —  | —   |                            |
| 1999                                                                       | Mule Variations - Дата выхода: 16 апреля 1999 года - Лейбл: ANTI- Records - Форматы: LP, CD, CS, MD                       | 13 | 7  | 2 | 9  | 4  | — | —  | —  | 17 | 12 | 36 | 1  | —  | 30  | 11 | 22 | 7  | 7  | 35  | CA: Золотой                |
| 2002                                                                       | Blood Money - Дата выхода: 4 мая 2002 года - Лейбл: ANTI- Records - Форматы: LP, CD                                       | 25 | 5  | 8 | 21 | 9  | 2 | —  | 4  | —  | 21 | —  | 4  | —  | 32  | 35 | 36 | 25 | 12 | —   |                            |
| 2002                                                                       | Alice - Дата выхода: 4 мая 2002 года - Лейбл: ANTI- Records - Форматы: LP, CD                                             | 26 | 3  | 7 | 20 | 10 | 3 | —  | 5  | —  | 16 | 48 | 3  | —  | 33  | 27 | 27 | 24 | 13 | —   |                            |
| 2004                                                                       | Real Gone - Дата выхода: 3 октября 2004 года - Лейбл: ANTI- Records - Форматы: 2×LP, CD                                   | 27 | 11 | 7 | 16 | 19 | 5 | —  | 9  | —  | 10 | —  | 2  | 8  | 28  | 23 | 39 | 16 | 9  | 121 |                            |
| 2006                                                                       | Orphans: Brawlers, Bawlers & Bastards - Дата выхода: 20 ноября 2006 года - Лейбл: ANTI- Records - Форматы: 7×LP, 3×CD, ЦД | —  | 15 | 4 | 49 | 26 | 5 | 32 | 25 | —  | 5  | —  | 4  | 17 | 74  | 18 | 46 | 22 | 6  | 99  | CA: Золотой US: Золотой    |
| 2011                                                                       | Bad as Me - Дата выхода: 21 октября 2011 года - Лейбл: ANTI- Records - Форматы: LP, CD, ЦД                                | 11 | 5  | 4 | 10 | 7  | 3 | 9  | 5  | 6  | 3  | 14 | 1  | 6  | 6   | 12 | 28 | 3  | 4  | 39  |                            |
| Знак «—» означает, что альбом не попал в чарт или не был выпущен в стране. | |    |    |   |    |    |   |    |    |    |    |    |    |    |     |    |    |    |    |     |                            |

## Концертные альбомы
| 1975                                                                       | Nighthawks at the Diner - Дата выхода: октябрь 1975 года - Лейбл: Asylum Records - Форматы: 2×LP, CD, CS  | —  | —  | —  | —  | —  | —  | —  | —  | — | 164 | —  | —  | —  | 187 | GB: Серебряный |
| 1988                                                                       | Big Time - Дата выхода: сентябрь 1988 года - Лейбл: Island Records - Форматы: LP, CD, CS                  | —  | —  | 84 | —  | —  | —  | 70 | —  | — | 152 | —  | —  | 36 | —   |                |
| 2009                                                                       | Glitter and Doom Live - Дата выхода: 23 ноября 2009 года - Лейбл: ANTI- Records - Форматы: 2×LP, 2×CD, ЦД | 30 | 29 | —  | 61 | 53 | 44 | —  | 36 | 5 | 63  | 91 | 47 | 46 | 147 |                |
| Знак «—» означает, что альбом не попал в чарт или не был выпущен в стране. | |    |    |    |    |    |    |    |    |   |     |    |    |    |     |                |

## Сборники
| 1981                                                                       | Bounced Checks - Дата выхода: 1981 год - Лейбл: Asylum Records - Форматы: LP, CS                        | —  | —  | 24 | —  | —   |                |
| 1984                                                                       | Anthology of Tom Waits - Дата выхода: 1984 год - Лейбл: Asylum Records - Форматы: LP, CS                | —  | —  | —  | —  | —   |                |
| 1986                                                                       | The Asylum Years - Дата выхода: 1986 год - Лейбл: Asylum Records - Форматы: LP, CD                      | —  | —  | —  | 40 | —   | GB: Серебряный |
| 1991                                                                       | The Early Years. Volume One - Дата выхода: 16 июля 1991 года - Лейбл: Bizarre Records - Форматы: LP, CD | —  | —  | —  | —  | —   |                |
| 1993                                                                       | The Early Years. Volume Two - Дата выхода: февраль 1993 года - Лейбл: Bizarre Records - Форматы: LP, CD | —  | —  | —  | —  | 95  |                |
| 1998                                                                       | The Island Years - Дата выхода: июнь 1998 года - Лейбл: Island Records - Форматы: CD                    | —  | 63 | —  | 18 | —   |                |
| 2001                                                                       | Used Songs 1973–1980 - Дата выхода: 16 октября 2001 года - Лейбл: Rhino Entertainment - Форматы: CD     | 63 | —  | —  | 18 | 193 |                |
| Знак «—» означает, что альбом не попал в чарт или не был выпущен в стране. | |    |    |    |    |     |                |

## Синглы
| Год  | Сингл                                       | Альбом                                |
| ---- | ------------------------------------------- | ------------------------------------- |
| 1973 | «Ol’ 55»                                    | Closing Time                          |
| 1974 | «Blue Skies»                                | неальбомный сингл                     |
| 1974 | «Diamonds on My Windshield»                 | The Heart of Saturday Night           |
| 1975 | «New Coat of Paint»                         | The Heart of Saturday Night           |
| 1975 | «(Looking for) The Heart of Saturday Night» | The Heart of Saturday Night           |
| 1976 | «Step Right Up»                             | Small Change                          |
| 1979 | «Somewhere»                                 | Blue Valentine                        |
| 1980 | «Jersey Girl»                               | Heartattack and Vine                  |
| 1983 | «In the Neighborhood»                       | Swordfishtrombones                    |
| 1985 | «Downtown Train»                            | Rain Dogs                             |
| 1987 | «Hang On St. Christopher»                   | Franks Wild Years                     |
| 1988 | «16 Shells from a Thirty-Ought-Six» (live)  | Big Time                              |
| 1992 | «Goin' Out West»                            | Bone Machine                          |
| 1993 | «Heartattack and Vine»                      | Heartattack and Vine                  |
| 1993 | «I’ll Shoot the Moon»                       | The Black Rider                       |
| 1999 | «Hold On»                                   | Mule Variations                       |
| 2002 | «Alice»                                     | Alice                                 |
| 2002 | «God’s Away on Business»                    | Blood Money                           |
| 2004 | «How It’s Gonna End»                        | Real Gone                             |
| 2004 | «Make it Rain»                              | Real Gone                             |
| 2006 | «Lie to Me»                                 | Orphans: Brawlers, Bawlers & Bastards |
| 2011 | «Bad as Me»                                 | Bad as Me                             |
| 2011 | «Back in the Crowd»                         | Bad as Me                             |

Примечание
- Сингл «Bad as Me» занял 50 место в чарте Франции[34].
- Сингл «Back in the Crowd» занял 73 место в бельгийском чарте для региона Фландрия[35].

## Видеоальбомы
| Год  | Название                                                           |
| ---- | ------------------------------------------------------------------ |
| 2006 | Burma Shave * - Лейбл: Alpha Centauri Entertainment - Форматы: DVD |

- Легальность данного издания сомнительна.

## Видеоклипы
| Год  | Видео                    | Режиссёр           |
| ---- | ------------------------ | ------------------ |
| 1983 | «In the Neighborhood»    | Хаскелл Векслер    |
| 1985 | «Downtown Train»         | Жан-Батист Мондино |
| 1987 | «Blow Wind Blow»         | Крис Блум          |
| 1987 | «Temptation»             | Бетси Бромберг     |
| 1992 | «Goin' Out West»         | Джесси Дилан       |
| 1992 | «I Don’t Wanna Grow Up»  | Джим Джармуш       |
| 1999 | «Hold On»                | Мэтт Махурин       |
| 2002 | «God’s Away on Business» | Джесси Дилан       |
| 2004 | «Top of the Hill»        | Крис Блум          |
| 2006 | «Lie to Me»              | Дэнни Клинч        |
| 2011 | «Satisfied»              | Джесси Дилан       |
| 2012 | «Hell Broke Luce»        | Мэтт Махурин       |

## Промоиздания
| Год  | Название                                                                  | Комментарий |
| ---- | ------------------------------------------------------------------------- | --- |
| 1983 | A Conversation With Tom Waits - Лейбл: Island Records - Форматы: LP       | Демонстрационная версия альбома Swordfishtrombones. Уэйтс исполняет все песни с альбома, предваряя каждую историей. |
| 1985 | Down By Law - Лейбл: Island Records - Форматы: LP                         | Две песни из альбома Rain Dogs, прозвучавшие в фильме Джима Джармуша «Вне закона». Издание с целью рекламы фильма.  |
| 1985 | Tom Waits - Лейбл: Island Records - Форматы: LP                           | Три песни из альбома Rain Dogs на одной стороне и более 10 минут интервью на другой.                                |
| 1992 | Selections From «Night On Earth» - Лейбл: Island Records - Форматы: LP    | Выборочные треки из саундтрека к фильму Джима Джармуша «Ночь на Земле». Издание с целью рекламы фильма.             |
| 1992 | Bone Machine: The Operator’s Manual - Лейбл: Island Records - Форматы: CD | Диск, сопутствующий альбому Bone Machine. Содержит отрывки песен и комментарии Уэйтса по записи.                    |
| 1999 | Mule Conversations - Лейбл: ANTI- Records - Форматы: CD                   | Диск, сопутствующий альбому Mule Variations. Включает 6 песен с альбома и более 30 минут интервью.                  |
| 2002 | We’re All Mad Here - Лейбл: ANTI- Records - Форматы: CD                   | Диск, сопутствующий альбомам Blood Money и Alice. Включает по 5 песен с каждого альбома и более 40 минут интервью.  |

## Демозаписи
| Год | Название                   | Комментарий |
| --- | -------------------------- | --- |
| ?   | Alice (The Original Demos) | Демоверсия альбома Alice, появившаяся за много лет до его официального выхода (точная дата неизвестна). По мнению самого Уэйтса, черновые записи были найдены в разбитом и брошенном им в 1992 году автомобиле. |

## Саундтреки
| Год  | Альбом                                                                                          | Фильм                                                                         |
| ---- | ----------------------------------------------------------------------------------------------- | ----------------------------------------------------------------------------- |
| 1982 | One from the Heart - Дата выхода: февраль 1982 года - Лейбл: Columbia Records - Форматы: LP, CD | «От всего сердца» режиссёра Фрэнсиса Форда Копполы (совместно с Кристал Гейл) |
| 1992 | Night on Earth - Дата выхода: 7 апреля 1992 года - Лейбл: Island Records - Форматы: LP, CD      | «Ночь на Земле» режиссёра Джима Джармуша                                      |

### Отдельные песни в саундтреках
| Год  | Фильм                   | Песня                                                                |
| ---- | ----------------------- | -------------------------------------------------------------------- |
| 1978 | «Адская кухня»          | «(Meet Me In) Paradise Alley», «Annie’s Back In Town»                |
| 1989 | «Море любви»            | «Sea of Love»                                                        |
| 1995 | «12 обезьян»            | «Earth Died Screaming»                                               |
| 1996 | «Мертвец идёт»          | «Fall of Troy», «Walk Away»                                          |
| 1996 | «Баския»                | «Tom Traubert’s Blues (Four Sheets To The Wind In Copenhagen)»       |
| 1997 | «Конец насилия»         | «Little Drop Of Poison»                                              |
| 2000 | «Поллок»                | «The World Keeps Turning»                                            |
| 2000 | «Супершпион»            | «More Than Rain»                                                     |
| 2000 | «Сохраняя веру»         | «Please Call Me Baby»                                                |
| 2001 | «Большая плохая любовь» | «Long Way Home», «Jayne’s Blue Wish»                                 |
| 2004 | «Кофе и сигареты»       | «Saw Sage»                                                           |
| 2005 | «Тигр и снег»           | «You Can Never Hold Back Spring», «Wedding Spring», «Sarongi Spring» |
| 2005 | «Морпехи»               | «Soldier’s Things»                                                   |

В список включены песни, вошедшие в официальные саундтреки к фильмам.
 Полный список песен, звучавших в кинокартинах, можно увидеть здесь.

## Прочие появления

### Альбомы других музыкантов
| Год  | Альбом                                | Комментарий |
| ---- | ------------------------------------- | --- |
| 1986 | Dirty Work                            | Студийный альбом The Rolling Stones, исполняет бэк-вокал в «Harlem Shuffle»                                                           |
| 1991 | Sailing the Seas of Cheese            | Студийный альбом Primus, исполняет вокал персонажа Tommy the Cat                                                                      |
| 1993 | Jesus' Blood Never Failed Me Yet      | 74-минутная композиция Гэвина Брайеса, разбитая на 6 треков; гостевой вокалист                                                        |
| 1993 | Mississippi Lad                       | Студийный альбом Тэдди Эдвардса, гостевой вокал в «Little Man» и «I’m Not Your Fool Anymore»                                          |
| 1997 | All for Nothing / Nothing for All     | Компиляция The Replacements, исполняет бэк-вокал в «Date to Church»                                                                   |
| 1999 | Antipop                               | Студийный альбом Primus, исполняет бэк-вокал и играет на меллотроне в «Coattails of a Deadman»                                        |
| 2000 | Beatin' the Heat                      | Студийный альбом Дэна Хикса, исполняет «I’ll Tell Why That Is» (альбома также включает кавер его песни «The Piano Has Been Drinking») |
| 2001 | It’s a Wonderful Life                 | Студийный альбом Sparklehorse, гостевой вокал в «Dog Door»                                                                            |
| 2004 | The Ride                              | Студийный альбом Los Lobos, гостевой вокал в «Kitate»                                                                                 |
| 2005 | Blinking Lights and other Revelations | Студийный альбом Eels, кричит в песне «Going Fetal»                                                                                   |
| 2006 | They Can’t All Be Zingers             | Студийный альбом Primus, исполняет вокал персонажа Tommy the Cat; также бэк-вокал и меллотрон в «Coattails of a Dead Man»             |
| 2009 | The Spirit of Apollo                  | Студийный альбом N.A.S.A., гостевой вокал в «Spacious Thoughts»                                                                       |
| 2011 | Ghost to a Ghost / Gutter Town        | Студийный альбом Хэнка Уильямса III, гостевой вокал в «Ghost to a Ghost» и «Fadin' Moon»                                              |

### Посвящения другим музыкантам
| Год  | Альбом                                                    | Комментарий                                                                                 |
| ---- | --------------------------------------------------------- | ------------------------------------------------------------------------------------------- |
| 1985 | Lost in the Stars: The Music of Kurt Weill                | Трибьют-альбом Курту Вайлю, исполняет «What Keeps Mankind Alive?»                           |
| 1998 | Pearls In The Snow — The Songs Of Kinky Friedman          | Трибьют-альбом Кинки Фридману, исполняет «Highway Cafe»                                     |
| 1999 | More Oar: A Tribute to the Skip Spence Album              | Трибьют-альбом Александру «Скипу» Спенсу, исполняет «Books Of Moses»                        |
| 2003 | We're a Happy Family: A Tribute to Ramones                | Трибьют-альбом группе Ramones, исполняет «The Return of Jackie and Judy»                    |
| 2008 | Grapefruit Moon: The Songs of Tom Waits                   | Исполняет собственную «Walk Away» дуэтом с Саутсайд Джонни и LaBamba’s Big Band             |
| 2016 | God Don’t Never Change: The Songs of Blind Willie Johnson | Трибьют-альбом Слепому Вилли Джонсону, исполняет «The Soul of a Man» и «John the Revelator» |

### Благотворительные и немузыкальные сборники
| Год  | Альбом                         | Комментарий |
| ---- | ------------------------------ | --- |
| 1987 | Smack My Crack                 | Немузыкальный сборник, исполняет монолог об автомобилях «The Pontiac»                                               |
| 1989 | SOS United                     | Благотворительный сборник для сбора средств в помощь детским деревням SOS, исполняет «Silent Night»                 |
| 1990 | Red Hot + Blue                 | Благотворительный сборник для сбора средств на исследования по борьбе со СПИДом, исполняет «It’s All Right With Me» |
| 1993 | Born to Choose                 | Благотворительный сборник для сбора средств на борьбу с изнасилованием женщин, исполняет «Filipino Box Spring Hog»  |
| 1999 | Jack Kerouac Reads On the Road | Немузыкальный сборник, исполняет отрывок из романа Джека Керуака «В дороге»                                         |
| 2002 | For the Kids                   | Благотворительный сборник для сбора средств в помощь детским фондам, исполняет «Bend Down the Branches»             |